# Ensdorf (Baviera)
Ensdorf è un comune tedesco situato nel circondario di Amberg-Sulzbach, nel land della Baviera.
È qui che nacque Federico di Anhalt-Bernburg.